# وكالة التمريض
ورد تعريف سجل التمريض (على سبيل المثال) في تشريعات فلوريدا 400.462 كما يلي: «سجل الممرض» يشير إلى أي شخص يحصل على عقود ذات صلة بالرعاية الصحية أو يوفرها أو يعد بتوفيرها أو يسعى إلى الحصول عليها لصالح ممرض معتمد رسميًا أو ممرض ممارس مُرخَّص أو مساعد تمريض مُجاز قانونيًا أو مساعد الصحة المنزلية أو مرافق أو مدبر منزلي أو أحد هؤلاء الذين يعملون كمتعاقدين مستقلين نظير مقابل مادي. وتشتمل هذه العقود، على سبيل المثال لا الحصر، على عقود تقديم الخدمات للمرضى، وعقود التزويد بالمهام الخاصة أو توظيف الخدمات المتعلقة بمرافق الرعاية الصحية المُرخَّصة بموجب الفصل رقم 395 أو هذا الفصل أو الفصل رقم 429 أو كيانات الأعمال التجارية الأخرى.
وكالة التمريض (أو ما يُعرف أيضًا بوكالة الممرضين أو سجل الممرضين) هي شركة توفر الممرضات (الممرضين) ومساعدي الرعاية الصحية عادة (مثل مساعد التمريض المُعتمد) إلى من هم في حاجة إلى خدمات المتختصصين العاملين في مجال الرعاية الصحية. ويعمل الممرضون عادةً لحساب هذه الوكالة بموجب عقودٍ مؤقتة؛ حيث يتم إتاحتهم للعمل في المستشفيات ودور الرعاية وغير ذلك من مقدمي الرعاية الآخرين، وذلك لتقديم العون في فترات تكدس العمل أو لتغطية غياب العاملين. وربما يتم ترشيح بعض الممرضين للعمل الخاص عند العملاء الذين يرغبون في تلقي الرعاية التمريضية في منازلهم. وتخضع وكالات التمريض الإنجليزية للوائح لجنة معاينة الرعاية الاجتماعية.
وفي الولايات المتحدة، تُسمى هذه الوكالات أيضًا باسم سجلات التمريض. وهي وكالة توظيف قد تقدم عمالة تمريضية يومية أو مؤقتة للمستشفيات والمكاتب الطبية والأفراد. وهي بصفة عامة تكون شركات خاصة وصغيرة. وتُعرف أيضا بـ «أماكن توفير الممرضين» و«وكالات التوظيف المتعلقة بالتمريض».
وكأي وكالة توظيف أخرى، يحتاج هذا النوع من وكالات التوظيف إلى رأس مال كبير لتشغيلها، نظرًا لأنها مُلزمة بالدفع للممرض كلما عمل، في حين أن المستشفيات أو المؤسسات الأخرى التي تستفيد من هذه الوكالات قد لا تدفع لها إلا بعد عِدة أشهر من انتهاء العمل. ويتراوح هامش الربح لهذا النوع من الشركات بين 4% إلى 70%.
يعد توظيف الممرضين عملاً موسميًا. وفي خلال أيام العطلات، عادةً ما تدفع المستشفيات لموظفيها أجرًا على العمل الإضافي، لذا تقل الحاجة إلى خدمات التوظيف «الاستخدام». بينما يحدث العكس في خلال العطلات الصيفية، حيث يأخذ موظفو المستشفيات إجازة، فتزيد الحاجة إلى خدمات وكالات التمريض.
ويتطلب توظيف الممرضات (الممرضين) مجهودًا كبيرًا ويحتاج قدرًا كبيرًا من الاهتمام والمسؤولية. فهناك العديد من المشكلات القانونية التي يجب أخذها في الاعتبار. فقد تؤدي ادعاءات بوجود إهمال أو القيام بأفعال غير مناسبة حيال ممرضي الوكالة إلى رفع دعاوى قضائية خاصة بأضرار جسدية.  وعلى الوكالة أن تتحمل التأمين ضد سوء التصرف.
وكنتيجةٍ لهذه الأخطار المصاحبة لهذه المهنة، قررت العديد من وكالات التوظيف العاملة في حقل التمريض الاستفادة من التقدم التكنولوجي لشبكات الويب عن طريق عرض الوظائف التي توفرها على مواقعها على شبكة الإنترنت، مما يمكِّن الوكالات من التوفيق بين الممرضين المرشحين المسجلين على موقع الوكالة على الإنترنت وبين أصحاب الأعمال الذين يحتاجون إليهم. وقد غيرت شبكة الإنترنت صناعة وكالات التوظيف العاملة في مجال التمريض، وجعلتها عملية أكثر واقعية. علاوة على ذلك، فإنه من خلال توفير إمكانية الاتصال المباشر بين الممرضين المرشحين وأصحاب العمل، قللت مواقع التوظيف على شبكة الإنترنت كثيرًا من المسؤولية القانونية التي عانت منها وكالات التوظيف التقليدية العاملة في مجال التمريض.